# كريسنت سيتي
كريسنت سيتي (بالإنجليزية: Crescent City)‏ هي مدينة أمريكية تقع في ولاية فلوريدا. تبلغ مساحة هذه المدينة 5.5 (كم²)،ويبلغ عدد سكانها 1776 نسمة حسب إحصاء سنة 2010 م 1776.تشير إحصاءات سنة 2000م بأن الكثافة السكانية في هذه المدينة تقدر بـ(322.9) نسمة/كم2 

## أعلام
- والتر كاري
- كاليب برانتلي
- أ. فيليب راندولف
- ويليام ريان